# Eleição municipal de Sinop em 2016
A eleição municipal de Sinop em 2016 foi realizada para eleger um prefeito, um vice-prefeito e 15 vereadores no município de Sinop, no estado brasileiro de Mato Grosso. Foram eleitos para os cargos de prefeito(a) e vice-prefeito(a), Rosana Tereza Martinelli e Gilson de Oliveira, respectivamente, cujo partido é o Partido da República
Seguindo a Constituição, os candidatos são eleitos para um mandato de quatro anos a se iniciar em 1º de janeiro de 2017. A decisão para os cargos da administração municipal, segundo o Tribunal Superior Eleitoral, contou com 88.087 eleitores aptos e 21 404 abstenções, de forma que 24.3% do eleitorado não compareceu às urnas naquele turno.

## Antecedentes
Nas eleições de 2012  Juarez Costa foi reeleito, com 61,12% dos votos válidos pelo partido PMDB. Mais tarde, ele foi condenado por improbidade administrativa e teve os direitos políticos cassados por três anos

## Campanha
Nas eleições de 2016, com 49 anos, Rosana Martinelli lançou-se candidata do PR à Prefeita de Sinop pela coligação “Amor por Sinop”, com o apoio de mais 10 partidos (PMDB, PTB, PT, PV, PMN, PMB, PTC, PROS e PC do B e PTN).

## Resultados

### Eleição municipal de Sinop em 2016 para Prefeito
A eleição para prefeito contou com 3 candidatos em 2016: Rosana Tereza Martinelli do Partido da República, Dalton Benoni Martini do Progressistas, Roberto Dorner do Partido Social Democrático (2011) que obtiveram, respectivamente, 23 981, 16 057, 20 593 votos. O Tribunal Superior Eleitoral também contabilizou 24.3% de abstenções nesse turno. 
| Candidato(a)                  | Vice                                | Coligação          | Votos recebidos | Percentual |
| ----------------------------- | ----------------------------------- | ------------------ | --------------- | ---------- |
| Rosana Tereza Martinelli (PR) | Gilson de Oliveira                  | Amor Por Sinop     | 23981           | 39.55%     |
| Roberto Dorner (PSD)          | Fernando de Oliveira Lopes Assunção | Sinop Pode Mais    | 20593           | 33.96%     |
| Dalton Benoni Martini (PP)    | Joselito Vianey Backes              | Frente Alternativa | 16057           | 26.48%     |

### Eleição municipal de Sinop em 2016 para Vereador
Na decisão para o cargo de vereador na eleição municipal de 2016, foram eleitos 15 vereadores com um total de 60 817 votos válidos. O Tribunal Superior Eleitoral contabilizou 3 204 votos em branco e 2 662 votos nulos. De um total de 88 087 eleitores aptos, 21 404 (24.3%) não compareceram às urnas .
| Nome                                 | Partido político                               | Coligação            | Votos recebidos | Percentual |
| ------------------------------------ | ---------------------------------------------- | -------------------- | --------------- | ---------- |
| Dilmair Callegaro                    | Partido da Social Democracia Brasileira (PSDB) | Sinop Pode Mais I    | 1826            | 3%         |
| Ademir Antonio Bortoli               | Movimento Democrático Brasileiro (MDB)         | Amor por Sinop I     | 1757            | 2.89%      |
| Icaro Francio Severo                 | Partido da Social Democracia Brasileira (PSDB) | Sinop Pode Mais I    | 1694            | 2.79%      |
| Gilmar Pereira Flores                | Movimento Democrático Brasileiro (MDB)         | Amor por Sinop I     | 1625            | 2.67%      |
| Adenilson Aparecido Firmino da Rocha | Partido da Social Democracia Brasileira (PSDB) | Sinop Pode Mais I    | 1619            | 2.66%      |
| Maria Jose Ribeiro Toillier          | Movimento Democrático Brasileiro (MDB)         | Amor por Sinop I     | 1611            | 2.65%      |
| Geraldo Antônio dos Santos           | Movimento Democrático Brasileiro (MDB)         | Amor por Sinop I     | 1530            | 2.52%      |
| Fernando Heleodoro Brandão           | Partido da República (PR)                      | Amor por Sinop II    | 1453            | 2.39%      |
| Lindomar Ferreira Guida              | Movimento Democrático Brasileiro (MDB)         | Amor por Sinop I     | 1376            | 2.26%      |
| Luciano Chitolina                    | Partido da Social Democracia Brasileira (PSDB) | Sinop Pode Mais I    | 1354            | 2.23%      |
| Ladimir Dal Bosco                    | Partido da República (PR)                      | Amor por Sinop II    | 1292            | 2.12%      |
| Raimundo Hedvaldo Costa              | Partido da República (PR)                      | Amor por Sinop II    | 1114            | 1.83%      |
| Maria do Socorro Pereira Cruz        | Partido da República (PR)                      | Amor por Sinop II    | 1108            | 1.82%      |
| Joacir Testa                         | Partido Democrático Trabalhista (PDT)          | Frente Alternativa I | 1101            | 1.81%      |
| Leonardo Luiz Diel                   | Partido Progressista (PP)                      | Frente Alternativa I | 766             | 1.26%      |

## Análise
Rosana Martinelli venceu a eleição com 23.981 votos válidos, uma diferença de apenas 4% em relação ao segundo candidato mais votado, Roberto Dorner. Este tentou processá-la sob a alegação de propaganda antecipada no Facebook, mas o juíz afirmou após analisar 32 postagens na rede social dela que não foi verificado que tenha praticado tal ato.